# میکا ناکاشیما
میکا ناکاشیما (انگلیسی: Mika Nakashima؛ زادهٔ ۱۹ فوریهٔ ۱۹۸۳) خواننده و هنرپیشهٔ اهل ژاپن است.
از فیلم‌ها یا برنامه‌های تلویزیونی که او در آن نقش داشته‌، می‌توان به ایفای نقش شخصیت نانا اوساکی در فیلم اقتباسی نانا (۲۰۰۵) و دنبالهٔ آن، رزیدنت ایول: زندگی پس از مرگ (۲۰۱۰) و رزیدنت ایول: قصاص (۲۰۱۲) اشاره کرد.